# Guanosina
La Guanosina és un nucleòsid que s'obté en enllaçar la base nitrogenada guanina a un anell de ribosa mitjançant un enllaç glicosídic β-N9. La guanosina pot ser fosforilada, obtenint-se aleshores GMP (guanosí monofosfat), cGMP (guanosí monofosfat cíclic), GDP (guanosí difosfat) i GTP (guanosí trifosfat).
Quan la guanina s'enllaça a un anell de desoxirribosa, el compost que en resulta es diu desoxiguanosina.
Aquestes formes tenen un paper important en diversos processos bioquímics com la síntesi d'àcids nucleics i proteïnes, fotosíntesi, contracció de músculs senyals de transducció intracel·lular (cGMP).